# Хосефа Франсіско
Йозефа (Хосефа) «Джіджі» Франсіско (нар. 1954 — пом. 22 липня 2015) — філіппінська феміністка та дослідниця. Учасниця багатьох програм зменшення нерівності, дослідниця рівності жінок та дотримання прав жінок. Тісно співпрацювала з ООН над різними проєктами.

## Кар'єра
У ході викладання та написання творів і брошур Хосефа Франсіско представила молодому поколінню Філіппін технічний досвід, бачення та соціальні рухи. 
Була членкинею ISIS International з 1998 по 2002 роки. Організація працює над дотриманням прав жінок на міжнародному рівні. Пізніше була призначена на посаду виконавчої директорки Інституту жінок та гендерних питань (WAGI), що проводить онлайн-курси з дотримання прав жінок з 3 років. Членкиня Організації з альтернатив розвитку для жінок у нову епоху (DAWN), що працює над поширенням в суспільстві позиції жінок з виробленням перспективи у Південно-Східній Азії та в світі загалом. Також працювала глобальною координаторкою організації. 
Під керівництвом Хосефи Франсіско Організація Об'єднаних Націй та DAWN працювали разом в Азіатсько-Тихоокеанському регіоні. Результати спільної діяльності були опубліковані в часописі «Майбутнє, якого хочуть жінки в Азіатсько-Тихоокеанському регіоні» (The Future The Asia Pacific Women Want) в 2015 році.
Працювала керівницею відомства відділу міжнародних відносин в Міріам-коледжі (Miriam College), просуваючи жіноче лідерство. Провела важливі дослідження у сфері бідності, статі, розвитку та феміністського руху.